# Arthur Bryant
Sir Arthur Wynne Morgan Bryant (Dersingham, 18 febbraio 1899 – Salisbury, 22 gennaio 1985) è stato uno storico britannico.

## Biografia
Figlio di Margaret Edmunds e Sir Francis Morgan Bryant, studiò alla Harrow School e poi, dopo aver combattuto come secondo tenente nella prima guerra mondiale con i Royal Flying Corps, conseguì la laurea in storia moderna al Queen's College dell'Università di Oxford. Dopo la fine degli studi si dedicò brevemente all'insegnamento a Londra e all'attività di barrister all'Inner Temple (1923-24), mentre nel 1924 divenne il preside della Cambridge School of Art. Nel 1926 sposò Sylvia Mary Shakerley e tornò ad Oxford come lettore di storia, un incarico che ricoprì per un decennio.
Fu un autore estremamente prolifico: scrisse infatti diciannove libri tra il 1931 e il 1944 e altri tredici tra il 1950 e il 1975, prevalentemente di carattere divulgativo e patriottico. Le sue esperienze come insegnante in zone degradate della capitale lo spinsero a pubblicare The Spirit of Conservatism nel 1929, ma il successo arrivò due anni dopo con la sua apprezzata biografia di Carlo II. Negli anni trenta non nascose le sue simpatie naziste, firmando un'introduzione lusinghiera (pur condannando le leggi razziali e l'antisemitismo) per un'edizione inglese del Mein Kampf nel 1939. Nel 1938 portò a compimento la sua opera più nota, una biografia in tre volumi di Samuel Pepys. Nel gennaio 1940 pubblicò Unfinished Victory, una monografia sulla storia recente della Germania dopo la prima guerra mondiale.
Le sue simpatie naziste portarono a un declino della popolarità e della ricezione critica della sua opera durante e dopo la seconda guerra mondiale: pur rimanendo uno scrittore apprezzato e popolare, la qualità delle sue ricerche fu criticata per le opere English Saga (1940), The Years of Endurance 1793–1802 (1942) e Years of Victory, 1802–1812 (1944). Negli anni cinquanta curò un'edizione critica in due volumi dei diari di Alan Brooke e nel 1955 fu candidato al Premio Nobel per la letteratura. Tuttavia, le sue opere The Turn of the Tide (1957) e The Triumph in the West (1959) furono criticate per il suo atteggiamento ostile nei confronti di Winston Churchill.
Nei suoi ultimi anni rimase popolare negli ambienti conservatori (fu lo storico preferito di Harold Wilson). Dopo la sua morte nel 1985 fu sepolto nella Cattedrale di Salisbury.